# FC TVMK Tallinn
El FC TVMK Tallinn fue un club de fútbol de Estonia, de la ciudad de Tallin que jugaba en la Meistriliiga. Fue fundado en 1951, aunque a lo largo de su historia sufrió varias refundaciones y cambios de denominación. 

## Historia
El TVMK Tallinn se fundó, originalmente, en 1951. Ganó las dos últimas ediciones de la liga estonia antes de la independencia del país, en 1990 y 1991, conquistando también la copa ese último año. 
En 1992 cambió su nombre a TVMV y luego a Nikol Tallinn. Con esa denominación conquistó su primer título oficial, la Copa de Estonia de 1993. La temporada 1993/94 jugó como Nikol Marlekor por cuestiones de patrocinio. Tras el verano de 1994 el club fue comprado por la familia Belov, que lo reconvirtió en el FC Lantana Tallinn.
En 1998 el TVMK es reconstituido a partir del Tevalte Markelor, club que jugaba en la Meistriliiga. Desde entonces ha conquistado una liga (2005), dos copas (2003 y 2006) y dos supercopas (2005 y 2006).
Tras haber obtenido la clasificación para la Copa de la UEFA al finalizar la Meistriliiga 2008 en tercera posición, el club pierde su licencia y desaparece al encontrarse en situación de quiebra económica.

## Uniforme
- Uniforme titular: Camiseta blanca, pantalón blanco, medias blancas.
- Uniforme alternativo: Camiseta azul, pantalón azul, medias azules.

- Uniforme alternativo: Camiseta azul, pantalón azul, medias azules.

## Palmarés

### Torneos nacionales
- Liga de Estonia (1): 2005
- Copa de Estonia (3): 1993, 2003, 2006 (como Nikol Tallinn)
- Supercopa de Estonia (2): 2005, 2006

## Participación en competiciones de la UEFA
| Temporada | Torneo             | Ronda             | Club             | Casa | Visita | Global |
| --------- | ------------------ | ----------------- | ---------------- | ---- | ------ | ------ |
| 2001      | UEFA Intertoto Cup | 1° Clasificatoria | Hapoel Haifa     | 0–3  | 0–2    | 0–5    |
| 2002/03   | UEFA Cup           | 1° Clasificatoria | Dinamo Tbilisi   | 0–1  | 1–4    | 1–5    |
| 2003/04   | UEFA Cup           | 1° Clasificatoria | Odense BK        | 0–3  | 1–1    | 1–4    |
| 2004/05   | UEFA Cup           | 1° Clasificatoria | ÍA Akranes       | 1–2  | 2–4    | 3–6    |
| 2005/06   | UEFA Cup           | 1° Clasificatoria | MyPa             | 1–1  | 0–1    | 1–2    |
| 2006/07   | Champions League   | 1° Clasificatoria | FH Hafnarfjörður | 2–3  | 1–1    | 3–4    |
| 2007      | UEFA Intertoto Cup | 1                 | FC Honka         | 2–4  | 0–0    | 2–4    |
| 2008/09   | UEFA Cup           | 1° Clasificatoria | FC Nordsjælland  | 0–3  | 0–5    | 0–8    |